# Strömbadet, Stockholm

Strömbadet, egentligen Stockholms Bad- och Siminrättning i Norrström, var det första stora flytande kallbadhuset i Stockholm, beläget i Norrström, strax norr om Riddarholmen. Det öppnades 1884 och var byggt helt i trä i nyrenässansstil. För utformningen stod arkitektbröderna Axel och Hjalmar Kumlien. Arkitektoniskt anslöt byggnaden med sina tinnar och torn, kupoler och kring bassänger till liknande samtida kallbadhus i brittiska Brighton och svenska Varbergs kallbadhus. Strömbadet revs 1936.
Strömbadet ägdes av Stockholms stad och hyrdes ut till enskilda personer. Badanläggningen beslutades 1882 och kom att ersätta den Gjörckeska badinrättningen som rivits samma år för att ge plats åt Norstedtshuset på Riddarholmen. Det fullbordades 1884 till en kostnad av 189 000 kronor. Badet dimensionerades för cirka 70 000 badande årligen (exklusive skolbarn). Strömbadet innehöll en stor bassäng, en dubbelbassäng och flera mindre bassänger. Badet hade flera bassänger lämpliga för tävlingar. Herrbassängen var störst; den mätte 33,3 meter. Herrar och damer badade åtskilda. Längs bassängerna fanns 51 omklädningshytter.
Strömbadet nåddes via en gångbro från järnvägsbron i höjd med Strömsborg. Rakstuga, café och möjlighet till gymnastisk övning inhystes även i byggnaden. Olof Köhler, som tidigare drivit badet på Riddarholmen, var det nya Strömbadets badmästare och simlärare, och gav upphov till att badet i folkmun helt kort kom att kallas Köhler. Strömbadet hade öppet från "arla morgon till serla afton" enligt reklamen. Gymnastik och andra ändamålsenliga anordningar föra badinrättningen till en fullständigt tidsenlig hälsovårdsanstalt var ett av omdömena.
Antalet bad i slutet av 1880-talet uppgick till nära 300 000 årligen. Ett enkelt bad med dusch kostade då 35 öre, eller 15 kronor för en hel sommarbiljett. Arbetare kunde bada för 5 öre i skolbassängerna efter klockan 18. Många skolbarn erhöll liksom polis- och brandkår fria bad.
Från Strömbadet utgick den populära Strömsimningen (en föregångare till dagens Riddarfjärdssimningen). En av stadens kloaker mynnade ut vid Vasagatan, så frågan är hur hälsosamt badandet egentligen var. Det blev även den allt sämre vattenkvaliteten i bland annat Riddarfjärden som satte stopp för både Strömsimningen och Strömbadet. År 1936 revs Strömbadet. Badhusets bassänger hade då varit avstängda med hönsnät i två år.
Badanläggningen med sina tidstypiska tinnar och torn ansågs av många som föråldrad mot 1930-talets funkisarkitektur; dessutom skymdes utsikten över fjärden och Stadshuset. Beslut att riva badet hade fattats men samtidigt var behovet av friluftsbad i Stockholm fortfarande stort och därför planerades en ersättningsanläggning på samma plats. Flera arkitekter kom med förslag; däribland Ragnar Östberg som hade ritat en låg anläggning med raka enkla linjer i betong. Ett utmärkande kännetecken var den träskärm som skulle resas som skydd mot insyn från tågen på järnvägen intill. Ett medborgarförslag var att elektrifiera denna skärm så att när loken nådde broänden skulle den resas, för att åka ned igen när tåget passerat.

## Bilder

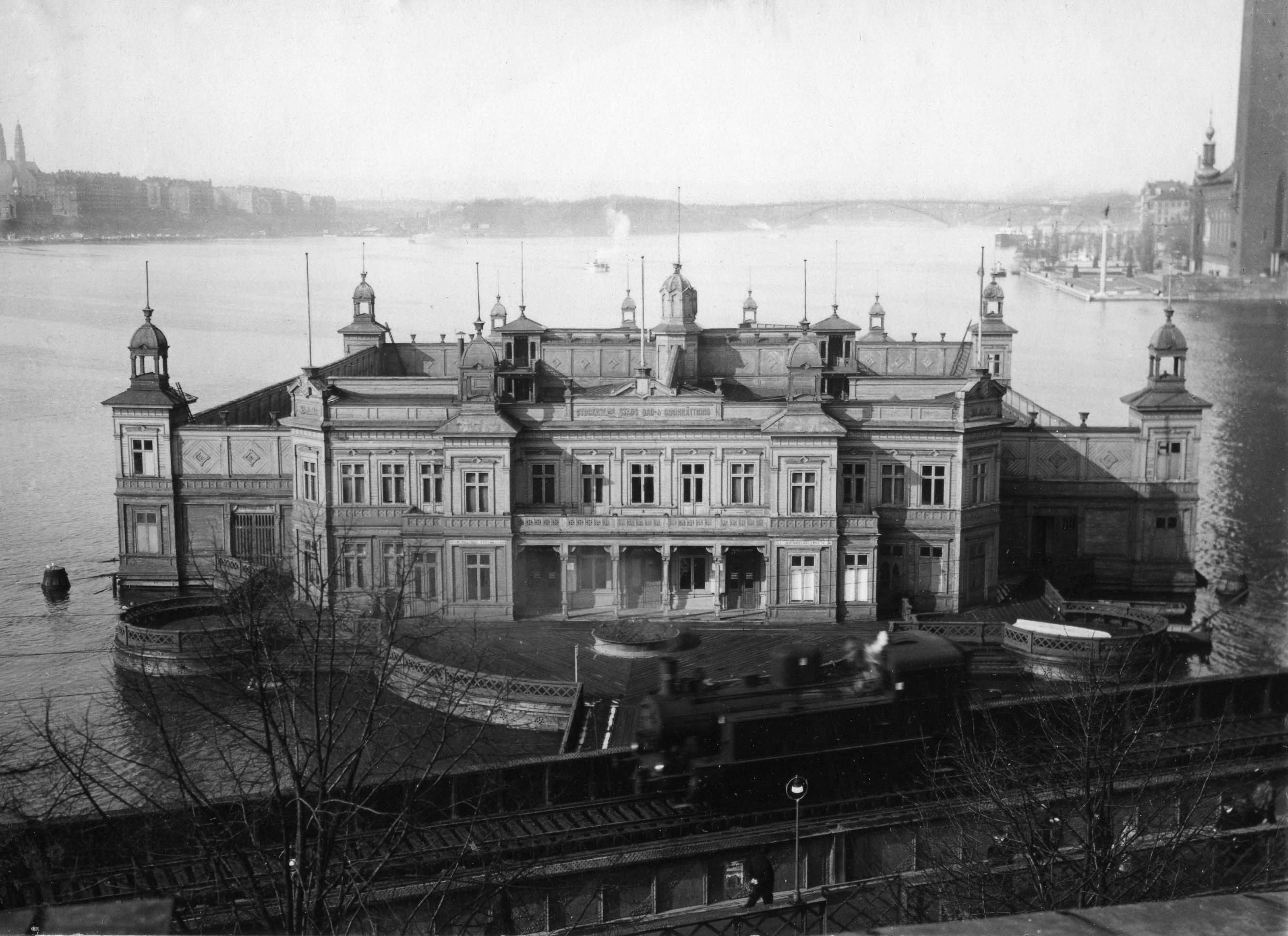
Strömbadet, vy mot väst strax före rivningen 1936
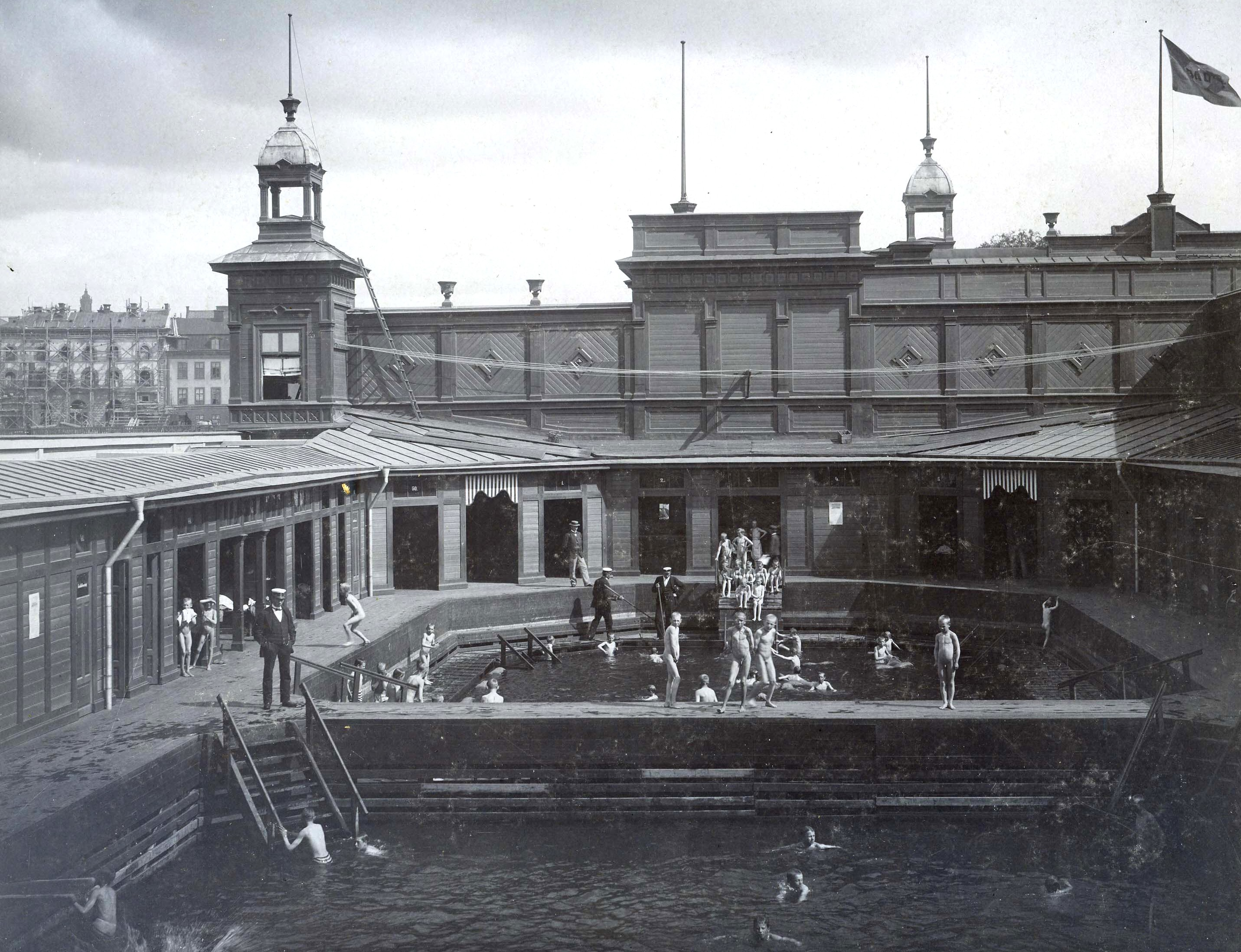
Strömbadet ca 1900
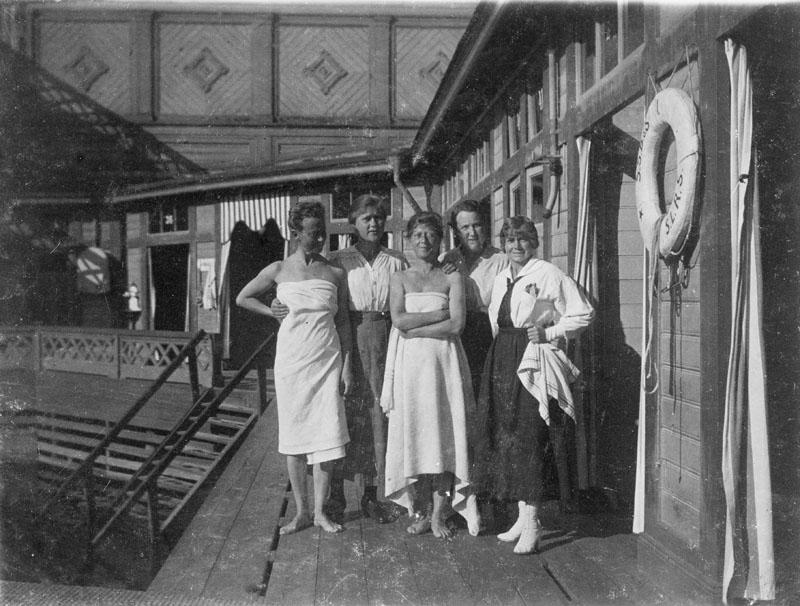
Damavdelningen 1918
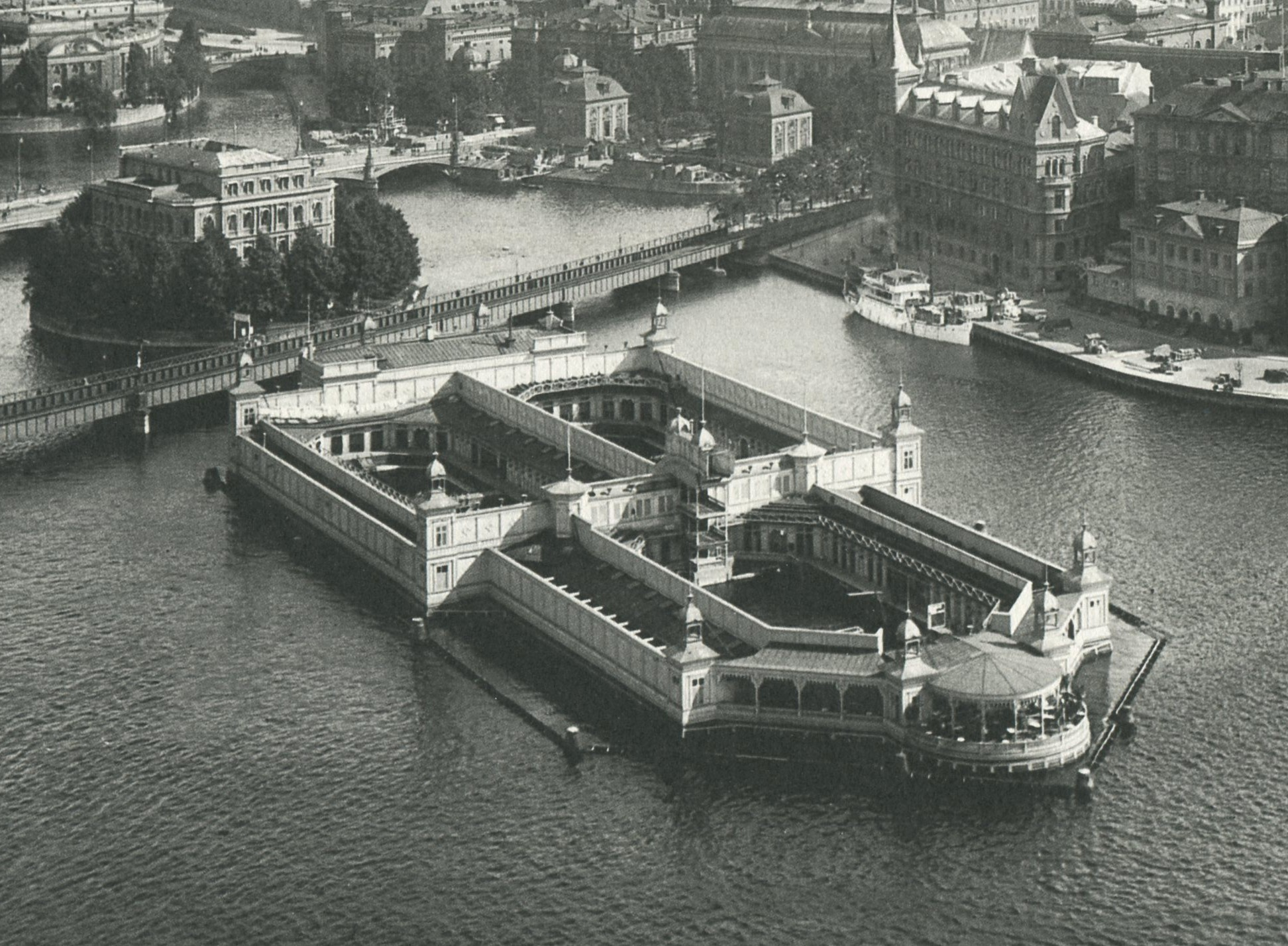
Strömbadet 1925